# Anatolij Woronow
Anatolij Fiodorowicz Woronow, ros. Анатолий Фёдорович Воронов (ur. 11 czerwca 1930 w Kluczewce w obwodzie czkałowskim, zm. 31 października 1993 w Moskwie) – podpułkownik lotnictwa, radziecki kosmonauta.
Po ukończeniu szkoły średniej w 1945 został studentem Bugulmińskiej Szkoły Pedagogicznej. Po studiach w latach 1948–1950 był m.in. nauczycielem matematyki.
W 1953 został absolwentem Czelabińskiej Wojskowej Szkoły Lotniczej Nawigatorów (ВАКУШ). Później służył w pułku lotniczym ciężkich bombowców dalekiego zasięgu, który stacjonował w Połtawie. W latach 1955–1959 – uczestniczył w próbach z bombami atomowymi na poligonie w Semipałatyńsku. Latał na samolocie Tu-104. W systemie zaocznym (1960) ukończył studia na Wydziale Nawigacji w Wojskowej Akademii Lotniczej w Monino. Do momentu przyjęcia do oddziału kosmonautów Woronow służył w jednostce samolotów transportowych 3 doświadczalnej eskadry lotniczej w pułku lotniczym służb specjalnych. Uczestniczył w lotach doświadczalnych na zmodyfikowanym samolocie typu Tu-104A, na pokładzie którego było można trenować pobyt w stanie nieważkości.
W 1962 zgłosił swoją kandydaturę do oddziału kosmonautów. Pomyślnie przeszedł badania w Centralnym Wojskowym Naukowo-Badawczym Szpitalu Lotnictwa (ЦВНИАГ) i otrzymał skierowanie do Centralnej Lotniczej Komisji Lekarskiej (ЦВЛК), gdzie przeszedł kolejne kwalifikacje. 10 stycznia 1963 został członkiem drugiej grupy kosmonautów radzieckich. Przez kolejne dwa lata przechodził ogólne trening dla kosmonautów (ОКП).
13 stycznia 1965 zdał końcowe egzaminy i został skierowany do grupy kosmonautów szkolących się do lotów w ramach wojskowego programu kosmicznego. Przechodził szkolenie w ramach programu Woschod, gdzie wspólnie w Piotrem Kołodinem opracowywał czynności kosmonauty podczas wychodzenia w otwarta przestrzeń kosmiczną. We wrześniu 1965 przeniesiono go do programu Sojuz. W latach 1967–1969 razem z innymi kosmonautami trenował do lotu w ramach programu UR500K-Ł1 (УР500К-Л1) – misji mającej na celu osiągnięcie orbity Księżyca.
Od 1970 do kwietnia 1971 był inżynierem-badaczem w składzie jednej z rezerwowych załóg przygotowywanych w ramach programu Salut (DOS-1). Razem z nim znaleźli się w niej również: Gieorgij Dobrowolski i Witalij Siewastjanow. W trakcie dalszego szkolenia Dobrowolskiego zastąpił Aleksiej Gubariew.
W czerwcu 1971 cała trójka była w trzeciej (rezerwowej) załodze przygotowywanej do misji Sojuza 11. Po tragicznej śmierci kosmonautów z Sojuza 11 wszystkie ekipy przygotowywane do dalszych lotów zostały rozformowane.
Później (1974-1976) jako inżynier pokładowy razem z dowódcą Władimirem Lachowem znalazł się w załodze trenującej do lotu doświadczalnego na statku kosmicznym typu 7K-S (7К-С) przeznaczonym do wykonywania zadań charakterze wojskowym.
25 maja 1979, z powodu stanu zdrowia, rozkazem dowództwa sił powietrznych, został zwolniony z oddziału kosmonautów oraz wojska. Po przejściu do rezerwy pracował jako inżynier w Państwowym Centrum „Priroda” Głównego Urzędu Geodezji i Kartografii ZSRR.
Wylatał na 16 różnych typach samolotów i śmigłowców 1730 godzin. Odznaczony m.in. orderami: Czerwonej Gwiazdy, Czerwonego Sztandaru i Za Służbę w Siłach Zbrojnych ZSRR.
Zmarł 31 października 1993 w Moskwie po długiej chorobie.